# 부여씨
부여씨(扶餘氏)는 백제의 국성이다.
온조왕을 시조로 하고 스스로 고구려와 같이 부여에서 갈라져 나왔다고 주장하였다. 그러나 《삼국유사》에서는 초기 백제 왕족의 성씨를 해씨(解氏)라고 밝히고 있고, 고이왕과 그의 자손인 책계왕, 분서왕, 계왕 등은 우씨(優氏)였다는 견해가 있어 백제 왕족이 전 시대에 걸쳐 부여씨를 성씨로 삼지는 않았을 것으로 본다. 백제의 왕위가 맏아들로 이어지게 된 것은 고이왕에서 근초고왕 사이의 어느 시기였을 것이고, 부여씨는 백제 후기에 자칭하여 붙인 것일 수 있다. 왕이 성씨를 만들거나 바꾼 시점에서 그 선조들의 성씨와 휘도 다시 정리되었을 가능성이 있다. 온조왕과 비류에 대한 이야기는 《삼국사기》와 《삼국유사》가 조금씩 다른데, 성씨 역시 해씨, 우씨 등으로 다르다. 여기서 해씨는 부여의 해부루왕을 자신의 조상으로 내세우는 주장이고, 우씨는 소서노의 첫 남편 우태의 자손이라는 주장이다. 이는 온조와 비류가 형제 지간이 아니라 한성과 미추홀을 거점으로 한 서로 다른 세력이었음을 암시한다.

## 시조
《삼국사기》는 온조가 한성에 도읍하여 십제(十濟)를 세우로 자신의 성씨를 부여로 삼았다고 기록하고 있다. 한편 《삼국유사》는 온조의 성씨를 해씨로 기록하고 있다.

## 백제 시기
건국 초기 백제는 여러 지방 세력들이 동맹을 맺은 연맹이었다. 십제라는 나라 이름 자체가 열개의 지방이란 의미를 지닌다. 부여씨가 왕권을 강화하고 아들에게 왕위를 물려주기 시작한 것은 근초고왕 무렵이라고 여겨진다. 나라 이름도 이때 백제로 바꾸어 국력이 커졌음을 보여준다. 이후 고구려와의 싸움에서 한성을 잃고 남쪽으로 수도를 옮겼고 성왕은 나라 이름을 남부여로 바꾸어 자신들이 부여의 후손임을 강조하였다. 당나라 측의 기록에는 부여씨를 주로 여씨(餘氏)로 줄여서 기록했다.:302

## 후손 주장
부여 서씨는 자신들의 시조로 의자왕의 아들 부여융을 내세운다. 당나라에 끌려간 의자왕의 일족은 모두 그곳에서 살다 죽었는데 당나라는 부여융에게 서씨 성을 하사하고 다시 백제로 돌려보냈다는 것이다. 그러나 역사 학계는 이러한 주장이 서씨 족보에만 기록되어 있을 뿐 다른 뒷받침할만한 근거가 없고, 오히려 중국 산시성에서 발굴된 의자왕의 손녀 무덤에 부여태비(扶餘太妃)라는 명칭이 붙어 있기 때문에 그 아버지인 부여융 역시 그곳에서 살다 죽었을 것으로 본다.
의령 여씨는 자신들의 시조가 의자왕으로 백제 멸망 후 그 후손들이 중국에 살다가 송나라 시기에 고려에 왔다고 주장한다.

### 참조주
1. ↑  백제왕씨의 후예를 자칭하는 미마츠씨의 계보 『백제왕 미마츠씨 계도』 가 존재하지만, 그 사료가치에는 의문을 제기하는 의견이 있어 , 「국사대사전」 등 주요 한 사전류에서도 채용하지 않은 것이 많다.
2. ↑  백제 유적 세계유산 등재가 지닌 의미, 월간 문화재사랑, 문화재청, 2016년 3월 3일
3. 1 2  《삼국사기》 백제 본기 온조왕 즉위 조[깨진 링크(과거 내용 찾기)], 우리역사넷
4. 1 2  백제시대 개관 보관됨 2019-09-10 - 웨이백 머신, 원광대학교
5. ↑  온조왕[깨진 링크(과거 내용 찾기)], 문화컨텐츠닷컴
6. ↑  백제 보관됨 2020-06-21 - 웨이백 머신, 한국민족문화대백과사전
7. ↑  한국역사연구회, 《삼국시대 사람들은 어떻게 살았을까》, 청년사, 1998년, ISBN 89-7278-328-5